# Aeropuerto de Perpiñán-Rivesaltes
El Aeropuerto de Perpiñán-Rivesaltes, situado en el sur de Francia, es un aeropuerto internacional local. Se llamaba antes La Llabanera, y a veces le llaman Aéroport Perpignan - Sud de France.

## Aerolíneas y destinos

### Nacionales
| Ciudades | Nombre del aeropuerto           | Aerolíneas           | Aeronaves | Frecuencias semanales |
| Francia  | Francia                         | Francia              | Francia   | Francia               |
| -------- | ------------------------------- | -------------------- | --------- | --------------------- |
| Lille    | Aeropuerto de Lille-Lesquin     | Volotea (Estacional) | A3xxceo   |                       |
| Nantes   | Aeropuerto de Nantes Atlantique | Volotea (Estacional) | A3xxceo   |                       |
| París    | Aeropuerto de París-Orly        | Transavia France     |           |                       |

### Internacionales
| Ciudades por países                   | Nombre del aeropuerto                      | Aerolíneas                       | Aeronaves | Frecuencias semanales |
| África                                | África                                     | África                           | África    | África                |
| ------------------------------------- | ------------------------------------------ | -------------------------------- | --------- | --------------------- |
| Argelia (1 destino, 1 aerolínea)      |                                            |                                  |           |                       |
| Orán                                  | Aeropuerto de Orán Es Sénia                | ASL Airlines France (Estacional) | B737      |                       |
| Marruecos (2 destinos, 1 aerolínea)   |                                            |                                  |           |                       |
| Agadir                                | Aeropuerto de Agadir-Al Massira            | Ryanair                          | B737      |                       |
| Marrakech                             | Aeropuerto de Marrakech-Menara             | Ryanair                          | B737      |                       |
| Europa                                |                                            |                                  |           |                       |
| Bélgica (1 destino, 1 aerolínea)      |                                            |                                  |           |                       |
| Charleroi                             | Aeropuerto de Bruselas Sur                 | Ryanair                          | B737      |                       |
| Irlanda (1 destino, 1 aerolínea)      |                                            |                                  |           |                       |
| Dublín                                | Aeropuerto de Dublín                       | Aer Lingus (Estacional)          | A3xx      |                       |
| Reino Unido (3 destinos, 1 aerolínea) |                                            |                                  |           |                       |
| Birmingham                            | Aeropuerto de Birmingham                   | Ryanair (Estacional)             | B737      |                       |
| Leeds                                 | Aeropuerto Internacional de Leeds Bradford | Ryanair (Estacional)             | B737      |                       |
| Londres                               | Aeropuerto de Londres-Stansted             | Ryanair (Estacional)             | B737      |                       |

## Estadísticas
Ver fuente y consulta Wikidata.